# The Hit Parade
The Hit Parade es el sexto álbum del dueto de J-pop Puffy AmiYumi que está compuesto por 10 covers de canciones de J-pop de los años 1970 y 1980, fue lanzado en 2002. Este no fue editado en los Estados Unidos más allá de que el CD Spike fue el antecedente de The Hit Parade y Spike fue editado allí.

## Lista de canciones
1. Image Down
2. Hurricane (ハリケーン)
3. Ai ga Tomaranai -Turn it into love- (愛が止まらない)
4. Cherry (チェリー)
5. Hi-teen Boogie (ハイティーン・ブギ)
6. Aishuu Dei to (哀愁でいと) -NEW YORK CITY NIGHTS; Sadness Date-
7. Aoi Namida -Blue Tears- (青い涙)
8. Hitoni Yasashiku (人にやさしく)
9. Choushou (嘲笑)
10. Kakkoman Boogie -Parenthesis Man Boogie- (カッコマン・ブギ)

## Sencillos
1. Aoi Namida -Blue Tears- (青い涙)/Ai ga Tomaranai (愛が止まらない) -Turn Into the Love-
2. Hurricane (ハリケーン)/Umi no Sei (海のせい)

- Datos: Q11248841